# 6659 Pietsch
6659 Pietsch (tên chỉ định: 1992 YN) là một tiểu hành tinh vành đai chính. Nó được phát hiện bởi Takeshi Urata ở Đài thiên văn Nihondaira ở Shimizu, Shizuoka, Nhật Bản, ngày 24 tháng 12 năm 1992. Nó được đặt theo tên Wolfgang Pietsch, a scientist ở Max Planck Institute for Extraterrestrial Physics.